# Xã St. Marys, Quận Auglaize, Ohio
Xã St. Marys (tiếng Anh: St. Marys Township) là một xã thuộc quận Auglaize, tiểu bang Ohio, Hoa Kỳ. Năm 2010, dân số của xã này là 11.015 người.